# Wyoming (Ohio)
Wyoming – miasto w Stanach Zjednoczonych, w południowo-zachodniej części stanu Ohio.
Liczba mieszkańców w 2000 roku wynosiła 8278.